# Starodereviánkovskaya
Starodereviankovskaya (del ruso: Стародеревянковская) es una stanitsa del raión de Kanevskaya del krai de Krasnodar, en Rusia. Está situada en la orilla derecha del río Chelbas (enfrente de Kanevskaya), 120 km al norte de Krasnodar. Tenía 12 998 habitantes en 2010.
Es cabeza del municipio homónimo, al que pertenecen asimismo las siguientes localidades: Bolshiye Chelbasy, Ukrainka, Sevchenko, Miguty, Udarni, Borets Truda, Sladki Limán, Trudovaya Armeniya y Cherkaski.

## Historia
Fue fundada en 1794 como una de las primeras cuarenta stanitsas de los cosacos del Mar Negro en el Kubán.

## Demografía
| 2002   | 2010   |
| ------ | ------ |
| 12 753 | 12 988 |

### Composición étnica
De los 12 753 habitantes que tenía en 2002, el 95.3 % era de etnia rusa, el 2 % era de etnia ucraniana, el 0.4 era de etnia bielorrusa, el 0.4 % era de etnia gitana, el 0.4 % era de etnia armenia, el 0.2 % era de etnia alemana, el 0.1 % era de etnia tártara, el 0.1 % era de etnia azerí, el 0.1 % era de etnia georgiana, el 0.1 % era de griegos pónticos y el 0.1 % era de etnia adigué

## Economía y transporte
Las principales empresas de la ciudad son un molino de azúcar y un complejo de procesado de carne, empresa Kaloriya (Калория).
En la ciudad se hala la estación Dereviankovka de la línea Bataisk-Krasnodar del ferrocarril del Cáucaso Norte.